# تل مويزي (بابويي)
تل مويزي (بالفارسية: تل مویزی) هي قرية تقع في إيران في قسم بابويي الريفي. يقدر عدد سكانها بـ 199 نسمة بحسب إحصاء 2016.